# 锈毛铁线莲
锈毛铁线莲（学名：Clematis leschenaultiana）为毛茛科铁线莲属下的一个种。

## 扩展阅读
- 維基物種上的相關：锈毛铁线莲